# Hassan Shahini
Hassan Shahini (6 marzo 1988) è un pugile iraniano.

## Palmarès
- Campionati asiatici

Bangkok 2015: bronzo nei pesi mediomassimi.